# Kathrin Schulze
Kathrin Schulze (* 28. September 1981) ist eine deutsch-österreichische Geherin. Sie hält den österreichischen Rekord im 20-km-Straßengehen.

## Sportliche Laufbahn

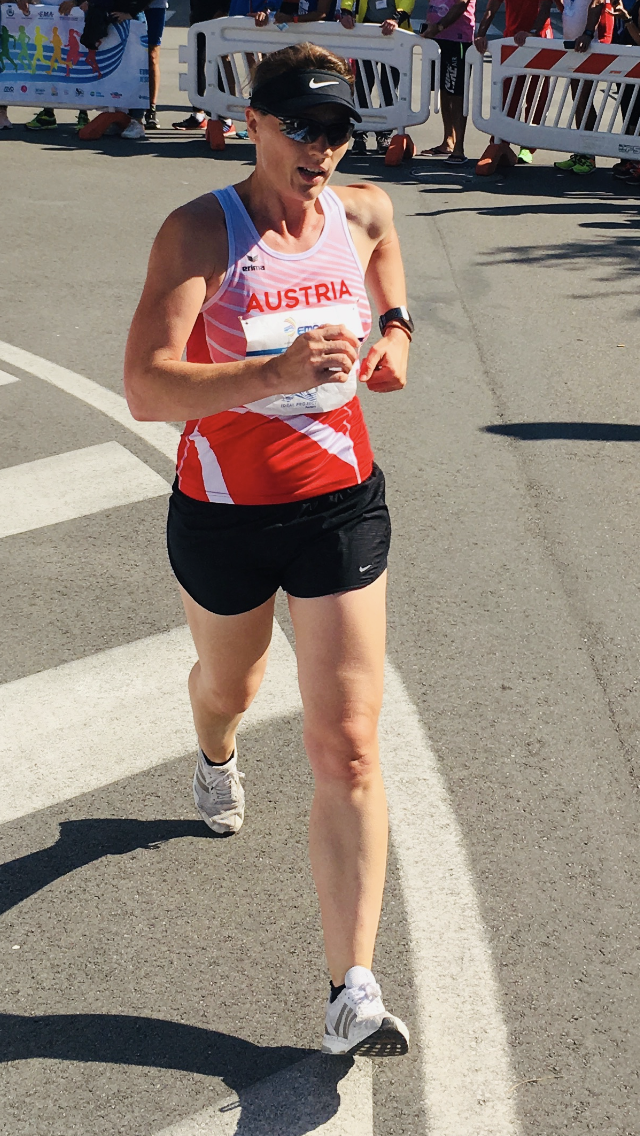
Kathrin Schulze in Eraclea (2019)

2008, 2009 und 2010 wurde sie österreichische Meisterin im 10-km-Straßengehen und im 20-km-Straßengehen.
Das Jahr 2010 verlief für Schulze sehr erfolgreich. Bei den österreichischen Staatsmeisterschaften 2010 konnte Schulze das 20-km-Straßengehen in einer Zeit von 1:46:31 h gewinnen und stellte damit einen neuen österreichischen Rekord im 20-km-Straßengehen auf. Sie verbesserte dabei den bestehenden österreichischen Rekord um nahezu drei Minuten. Bei den Deutschen Meisterschaften im 20-km-Straßengehen in Naumburg (Saale) gewann Schulze in einer Zeit von 1:48:45 h die Silbermedaille. Auch bei den Deutschen Meisterschaften im 5000-Meter-Bahngehen in Braunschweig belegte Schulze den zweiten Platz in einer Zeit von 24:10,37 min.
Bei den Deutschen Meisterschaften 2016 im 5000-Meter-Bahngehen in Bühlertal belegte Schulze in einer Zeit von 25:43,26 min den fünften Platz.
Schulze gewann bei den Deutschen Meisterschaften 2017 im 20-km-Straßengehen in Naumburg (Saale) in einer Zeit von 1:48:43 h die Bronzemedaille.
Im Jahr 2018 belegte Schulze bei den Deutschen Meisterschaften im 20-km-Straßengehen in Naumburg (Saale) in einer Zeit von 1:49:44 h den vierten Gesamtplatz bei den Frauen und wurde in der Altersklasse W35 Deutsche Meisterin.
Bei den Deutschen Meisterschaften im 20-km-Straßengehen am 13. April 2019 in Naumburg (Saale) belegte Schulze in einer Zeit von 1:47:48 h den vierten Gesamtplatz bei den Frauen und wurde in der Altersklasse W35 Deutsche Meisterin. Nur einen Tag später wurde Schulze österreichische Staatsmeisterin im 20-km-Straßengehen in einer Zeit von 1:56:07 h. Bei den Deutschen Meisterschaften im 5000-Meter-Bahngehen im selben Jahr in Beeskow wurde Schulze in einer Zeit von 27:10,55 min Deutsche Meisterin der Altersklasse W35.
Kathrin Schulze startete bis 2007 für den 1. LAC Dessau, wechselte danach zum ASV Sangerhausen und startet seit 2013 für den ASV Erfurt. In Österreich startet sie bis 2011 für den IAC Pharmador und wechselte dann zum Innsbrucker AC.

## Berufsweg
Von 2007 bis 2009 arbeitete sie als Projektarchitektin bei der OFA Group in Innsbruck. Von 2009 bis 2012 war sie Bühnenbildassistentin am Luzerner Theater. 2009 erhielt sie die österreichische Staatsangehörigkeit.

## Persönliche Bestzeiten
- 10 km Gehen: 48:18 min, 18. September 2005,  Dessau
- 20 km Gehen: 1:40:06 h, 29. April 2006,  Vallensbæk(österreichischer Rekord: 1:46:31 h, 2. Oktober 2010,  Krems an der Donau)